# Quốc hội Lục địa
Quốc hội Lục địa (tiếng Anh: Continental Congress) là một hội nghị của các đại biểu đến từ 13 thuộc địa Bắc Mỹ và trở thành bộ phận chính phủ của 13 thuộc địa này trong thời Chiến tranh Cách mạng Mỹ. Quốc hội họp từ năm 1774 đến 1789 trong ba lần thay đổi danh xưng.

## Các Đại hội trước đó
Ý tưởng về một đại hội của các thuộc địa Bắc Mỹ thuộc Anh lần đầu tiên được giới thiệu vào năm 1754 khi bắt đầu Chiến tranh với Pháp và người Da đỏ, bắt đầu từ mặt trận Bắc Mỹ trong Chiến tranh Bảy năm giữa Anh và Pháp. Cuộc họp diễn ra ở Albany, New York từ ngày 18 tháng 6 đến ngày 11 tháng 7 năm 1754 và có sự tham dự của đại diện của bảy thuộc địa. Trong số các đại biểu có Benjamin Franklin của Philadelphia, người đề xuất rằng các thuộc địa nên kết hợp với nhau thành một liên minh. Dù ý tưởng này đã bị Hội nghị Albany bác bỏ nhưng nó sẽ được hồi sinh 113 năm sau khi các thuộc địa còn lại của Bắc Mỹ thuộc Anh thống nhất để lập ra Canada.
Để trình bày một mặt trận thống nhất để phản đối Đạo luật tem, các đại biểu của các tỉnh thuộc Bắc Mỹ thuộc Anh đã họp trong Đại hội Đạo luật tem, được triệu tập tại thành phố New York từ ngày 7 đến 25 tháng 10 năm 1765. Nó đã ban hành Tuyên bố về quyền và khiếu nại, mà nó đã gửi đến Quốc hội Anh ở London. Trong khi Nghị viện bãi bỏ Đạo luật tem, Bộ Rockingham thứ nhất đã bác bỏ bất kỳ sự giả định nào về thẩm quyền của quốc hội Mỹ.

## Đệ nhất Quốc hội Lục địa, 1774
Đệ nhất Quốc hội Lục địa đã họp một thời gian ngắn tại Hội trường Carpenter ở Philadelphia, Pennsylvania, từ ngày 5 tháng 9 đến ngày 26 tháng 10 năm 1774. Nó bao gồm năm mươi sáu đại biểu từ mười hai trong số mười ba thuộc địa sẽ trở thành Hoa Kỳ. Các đại biểu, bao gồm George Washington (khi đó là đại tá tình nguyện của Thuộc địa Virginia), Patrick Henry và John Adams, những người đã được bầu bởi các hội đồng thuộc địa của họ. Các đại biểu đáng chú ý khác bao gồm Samuel Adams từ Thuộc địa Vịnh Massachusetts, Joseph Galloway và John Dickinson từ Tỉnh Pennsylvania. Peyton Randolph của Virginia là chủ tịch.
Benjamin Franklin đã đưa ra ý tưởng về một cuộc họp này vào năm trước, nhưng ông không thể thuyết phục các thuộc địa về sự cần thiết của nó cho đến khi cuộc phong tỏa của Anh năm 1773 tại cảng Boston để đáp lại Vụ Tiệc Trà Boston. Tất cả các thuộc địa đã cử đại biểu ngoại trừ thuộc địa mới nhất ở cực nam, Tỉnh Georgia - nơi cần sự bảo vệ của Quân đội Anh để chống lại các cuộc tấn công từ một số bộ lạc người Mỹ bản địa. Hầu hết các đại biểu chưa sẵn sàng tách khỏi Vương quốc Anh, nhưng họ muốn Nhà vua và Quốc hội hành động theo những gì họ cho là công bằng hơn.
Được triệu tập để đáp lại Đạo luật không khoan nhượng được Nghị viện thông qua năm 1774, các đại biểu đã tổ chức một cuộc tẩy chay kinh tế của Vương quốc Anh để phản đối và kiến nghị với nhà vua về một sự bất bình. Các thuộc địa đã thống nhất trong nỗ lực của họ để chứng minh cho đất nước mẹ quyền lực của họ nhờ vào nguyên nhân chung và sự thống nhất của họ; nhưng mục tiêu cuối cùng của họ không nhất quán. Các tỉnh Pennsylvania và New York đã gửi cho các đại biểu của họ các hướng dẫn vững chắc để theo đuổi một nghị quyết với Vương quốc Anh. Trong khi các thuộc địa khác đều coi ý tưởng về quyền thuộc địa là tối quan trọng, họ bị chia rẽ giữa những người tìm kiếm sự bình đẳng lập pháp với Anh và những người thay vào đó ủng hộ độc lập và đoan tuyệt với Vương miện và sự thái quá của nó.
Vào ngày 26 tháng 10 năm 1774, Đại hội lục địa lần thứ nhất đã hoãn lại; nhưng nó đã đồng ý tái lập vào tháng 5 năm 1775, nếu Quốc hội vẫn chưa giải quyết được những bất bình của họ.

## Đệ nhị Quốc hội Lục địa, 1775–1781
Tại London, Nghị viện đã tranh luận về ý nghĩa của việc đáp ứng yêu cầu của các thuộc địa; tuy nhiên, không có thông báo chính thức nào về các kiến nghị và diễn văn của Quốc hội. Vào ngày 30 tháng 11 năm 1774, Vua George III đã khai mạc Quốc hội với bài phát biểu lên án Massachusetts và Nghị quyết Suffolk. Vào thời điểm đó, rõ ràng là Quốc hội Lục địa sẽ phải triệu tập một lần nữa.
Đệ Nhị Quốc hội Lục địa được triệu tập vào ngày 10 tháng 5 năm 1775 tại Tòa nhà bang Philadelphia, thông qua nghị quyết đòi độc lập vào năm sau vào ngày 2 tháng 7 năm 1776 và công khai khẳng định quyết định hai ngày sau đó với Tuyên ngôn độc lập. Thomas Jefferson của Virginia đã soạn thảo bản tuyên bố và John Adams là một nhà lãnh đạo trong các cuộc tranh luận có lợi cho việc thông qua nó. John Hancock của Massachusetts là chủ tịch trong những cuộc tranh luận. Để quản lý cuộc Chiến tranh Cách mạng Hoa Kỳ, Đại hội Lục địa lần thứ hai tiếp tục họp tại nhiều địa điểm khác nhau, cho đến khi nó trở thành Quốc hội Hợp bang khi các Điều khoản của Liên minh được phê chuẩn vào ngày 1 tháng 3 năm 1781.

## Quốc hội Hợp bang, 1781–1788
Quốc gia mới thành lập của Hoa Kỳ tiếp theo phải thành lập một chính phủ mới để thay thế Quốc hội Anh mà nước này đang nổi dậy chống lại. Sau nhiều cuộc tranh luận, Quốc hội Mỹ đã thông qua Các điều khoản Hợp bang, một tuyên bố thành lập một chính phủ quốc gia được tạo thành từ một cơ quan lập pháp một viện được gọi là Quốc hội Hợp bang. Nó đã họp từ 1781 đến 1789. Quốc hội Hợp bang đã giúp hướng dẫn Hoa Kỳ vượt qua giai đoạn cuối của Chiến tranh Cách mạng, nhưng trong thời bình, Quốc hội Hợp bang đã giảm mạnh về tầm quan trọng.
Trong thời bình, có hai đạo luật quan trọng, có ý nghĩa lâu dài của Quốc hội Hợp bang:
1. Pháp lệnh Tây Bắc (ban hành năm 1787). Sắc lệnh này đã chấp nhận bãi bỏ tất cả các yêu sách đối với vùng đất phía tây Pennsylvania và phía bắc sông Ohio bởi các bang Pennsylvania, Virginia, New York, Connecticut và Massachusetts, và sắc lệnh được thành lập Liên bang kiểm soát toàn bộ vùng đất này trong Vùng lãnh thổ Tây Bắc với mục tiêu là một số bang mới sẽ được tạo ra ở đó. Theo dòng thời gian, vùng đất này đã bị chia cắt trong suốt nhiều thập kỷ tại Ohio, Michigan, Indiana, Illinois, Wisconsin, và một phần của bang Minnesota.
2. Sau nhiều năm thất vọng, một thỏa thuận đã đạt được vào năm 1786 tại Công ước Annapolis để tiến hành một hội nghị khác vào tháng 5 năm 1787 tại Philadelphia với nhiệm vụ viết và đề xuất một số sửa đổi Các điều khoản Hợp bang để cải thiện hình thức chính phủ. Báo cáo đã được gửi đến Quốc hội Hợp bang và Nhà nước. Kết quả là Công ước Philadelphia năm 1787, được tất cả các bang ủy quyền, do đó đáp ứng yêu cầu nhất trí của Các điều khoản Hợp bang để cho phép thay đổi các Điều khoản.

Theo Các điều khoản Hợp bang, Quốc hội Hợp bang có rất ít quyền lực để buộc các bang riêng lẻ tuân thủ bất kỳ quyết định nào của mình. Ngày càng có nhiều đại biểu tương lai được bầu vào Quốc hội Hợp bang đã từ chối phục vụ trong đó. Những người đàn ông hàng đầu ở mỗi Bang thích phục vụ trong các chính phủ tiểu bang, và do đó, Quốc hội Lục địa gặp khó khăn thường xuyên trong việc có đủ số đại biểu cần thiết theo quy định. Khi Các điều khoản Hợp bang được thay thế bởi Hiến pháp Hoa Kỳ, Quốc hội Hợp bang đã được thay thế bởi Quốc hội Hoa Kỳ.
Quốc hội Hợp bang cuối cùng đã thiết lập một cấu trúc hành chính phù hợp cho chính phủ Liên bang. Nó đưa vào vận hành một hệ thống phòng ban, với các bộ trưởng tài chính, chiến tranh và đối ngoại. Robert Morris đã được chọn làm Bộ trưởng Tài chính mới, và sau đó, Morris đã sử dụng một số sự khéo léo và sáng kiến cùng với một khoản vay từ Chính phủ Pháp để đối phó với ngân khố trống rỗng của mình và lạm phát trong vài năm, trong việc cung cấp tiền giấy.
Với tư cách là đại sứ tại Pháp, Benjamin Franklin không chỉ đảm bảo "khoản vay cầu nối" cho ngân sách quốc gia, mà ông còn thuyết phục Pháp gửi một đội quân khoảng 6.000 binh sĩ vượt Đại Tây Dương tới Mỹ. Và cũng phái một hạm đội lớn của Pháp tàu chiến dưới sự chỉ huy của Comte de Grasse đến bờ biển Virginia và Bắc Carolina. Các tàu chiến Pháp này đã quyết định trong Trận Yorktown dọc theo bờ biển Virginia bằng cách ngăn chặn quân đội Anh của Lord Cornwallis nhận tiếp tế, quân tiếp viện hoặc sơ tán qua sông James và Hampton Roads, Virginia.
Robert Morris, với tư cách Bộ trưởng Bộ Tài chính, đã thuyết phục Quốc hội cấp phép cho Ngân hàng Bắc Mỹ  được hoạt động vào ngày 31 tháng 12 năm 1781. Mặc dù là một ngân hàng tư nhân, Chính phủ Liên bang đã giành được quyền sở hữu một phần bằng tiền Pháp cho vay. Ngân hàng Bắc Mỹ đã đóng một vai trò lớn trong việc tài trợ cho cuộc chiến chống lại Vương quốc Anh. Quân đội kết hợp của George Washington và Nathanael Greene, với sự giúp đỡ của Quân đội và Hải quân Pháp, đã đánh bại người Anh trong Trận Yorktown trong tháng 10 năm 1781. Lord Cornwallis buộc phải cầu hòa và giao toàn bộ quân đội cho Tướng Washington. Trong năm 1783, người Mỹ bảo đảm sự công nhận chính thức về sự độc lập của Hoa Kỳ khỏi Vương quốc Anh thông qua các cuộc đàm phán với các nhà ngoại giao Anh tại Paris, Pháp. Các cuộc đàm phán này lên đến đỉnh điểm với việc ký kết Hiệp ước Paris năm 1783 và hiệp ước này đã sớm được Quốc hội Anh phê chuẩn.

## Tổ chức
Các đại biểu tham dự Quốc hội Lục địa đã có nhiều kinh nghiệm trong các cơ quan địa phương trước khi đến Quốc hội, với "tổng cộng gần 500 năm kinh nghiệm trong các cơ quan lập pháp thuộc địa của họ, và một tá trong số họ đã từng là Chủ tịch của các cơ quan lập pháp của họ. " Cả Quốc hội Vương quốc Anh và nhiều hội đồng thuộc địa của riêng họ đều có những người phát ngôn mạnh mẽ của Hạ viện và các ủy ban thường trực với các chủ tịch mạnh mẽ, với quyền hành pháp do Quốc vương Anh hoặc Thống đốc thuộc địa nắm giữ. Tuy nhiên, việc tổ chức Quốc hội Lục địa ít dựa trên Quốc hội Anh hoặc các hội đồng nhà nước địa phương hơn là Đại hội Đạo luật tem chín thuộc địa. Chín trong số 56 đại biểu tham dự Đại hội lần thứ nhất năm 1774 trước đó đã tham dự Đại hội Đạo luật tem năm 1765. Đây là một số trong số các đại biểu được kính trọng nhất và họ đã ảnh hưởng đến định hướng của tổ chức từ ngày khai mạc, khi các quyết định được đưa ra về tổ chức và thủ tục kéo dài hơn mười bốn năm cho đến khi Đại hội được hoãn lại vào ngày 2 tháng 3 năm 1788.
Các đại biểu đã chọn một vị chủ tịch Quốc hội Lục địa để theo dõi cuộc tranh luận, duy trì trật tự và đảm bảo các tạp chí được lưu giữ và các tài liệu và thư được xuất bản và chuyển giao. Mặt khác, Chủ tịch có rất ít quyền lực, và chủ yếu là một nhân vật được sử dụng để gặp các vị chức sắc đến thăm: văn phòng "vinh dự hơn là quyền lực". Công việc không được mong muốn nhiều hoặc được tại vị lâu: có 16 Chủ tịch trong 14 năm.
Tốc độ thay thế của các đại biểu cũng rất cao, với tỷ lệ rời nhiệm trung bình hàng năm là 37% theo một tính toán, và 39% theo từng phiên. Trong số 343 đại biểu phục vụ, chỉ 55% (187 đại biểu) đã dành 12 tháng trở lên ở Philadelphia tại Đại hội. Chỉ có 25 trong số các đại biểu phục vụ lâu hơn 35 tháng. Tốc độ thay thế hoặc khuấy cao này không chỉ là một đặc điểm; nó đã được thực hiện thành một chính sách có chủ ý về giới hạn nhiệm kỳ. Trong giai đoạn Liên minh của Đại hội "không có đại biểu nào được phép phục vụ hơn ba năm trong hai kỳ liên tiếp". Sự tham dự cũng biến động: trong khi trong phiên, từ 54 đến 22 đại biểu đã tham dự bất cứ lúc nào, với trung bình chỉ có 35,5 thành viên tham dự trong khoảng từ 1774 đến 1788.
Từ năm 1775 đến 1781, họ đã tạo ra một số ủy ban thường trực để xử lý các hoạt động liên quan đến chiến tranh, như ủy ban thư tín bí mật, hội đồng ngân khố, hội đồng chiến tranh và sắc lệnh, và ban hải quân. Tuy nhiên, hầu hết các công việc của họ được thực hiện trong các ủy ban "đặc biệt" nhỏ bao gồm các thành viên được đề cử từ dưới lên. Đại biểu có nhiều phiếu nhất sẽ trở thành chủ tịch của ủy ban. Các ủy ban thường có từ 3 đến 5 thành viên: khoảng 77% số ủy ban chỉ có 3 thành viên. Họ đã tạo ra 3.294 ủy ban trong vòng 14,5 năm của đại hội - gần 19 ủy ban mỗi tháng.
Khi khai mạc Đại hội, khi một đại biểu đề nghị họ chỉ định một ủy ban về các quy tắc và bỏ phiếu, động thái này đã bị từ chối, vì "mọi người đều quen thuộc" với việc sử dụng Hạ viện Anh, và một ủy ban như vậy sẽ là một sự lãng phí về thời gian. " Họ đã viết ra các quy tắc tranh luận đảm bảo quyền bình đẳng để tranh luận và truy cập mở từ bên dưới cho mỗi đại biểu. Bỏ phiếu là theo "quy tắc đơn vị": mỗi tiểu bang bỏ một phiếu bầu duy nhất. Phiếu bầu đầu tiên được thực hiện trong mỗi phái đoàn của bang. Đa số xác định phiếu bầu được coi là phiếu bầu của tiểu bang theo đề nghị: trong trường hợp hòa, phiếu bầu cho tiểu bang không được tính.
Quốc hội Lục địa nắm quyền lực thường được nắm giữ bởi quốc vương Anh và hội đồng của ông, chẳng hạn như tiến hành các vấn đề đối ngoại và quân sự. Tuy nhiên, quyền đánh thuế và điều tiết thương mại được dành cho các quốc gia chứ không phải Quốc hội. Họ không có cách chính thức để thực thi các động thái của họ đối với chính quyền bang. Các đại biểu đã không báo cáo trực tiếp với Chủ tịch, nhưng với các hội đồng bang nhà của họ: cơ cấu tổ chức của nó đã được mô tả là "một hình thức quản lý ma trận cực đoan". Nó vân hành với bộ máy gồm 4 người rất ít cho 56 đại biểu, chỉ có Bộ trưởng Charles Thomson làm nhân viên điều hành trong toàn bộ giai đoạn từ 1774 đến 1789, được hỗ trợ bởi một người ghi chép, một người gác cửa và một người đưa tin. Họ cũng bổ nhiệm ban đầu một và sau đó là hai giáo sĩ trong Quốc hội.

## Di sản
Có một cuộc tranh luận kéo dài về hiệu quả của Quốc hội với tư cách là một tổ chức. [18] Nhà phê bình đầu tiên có thể là Tướng George Washington. Trong một bài phát biểu trước các sĩ quan của mình tại Newburgh, New York, vào ngày 15 tháng 3 năm 1783, trả lời các khiếu nại rằng Quốc hội đã không cấp lương và lương hưu cho họ, ông tuyên bố rằng ông tin rằng Quốc hội sẽ làm cho quân đội "hoàn thành công lý" và cuối cùng phải trả những người lính. "Nhưng, giống như tất cả các Cơ quan lớn khác, nơi có nhiều quyền lợi khác nhau phải hòa giải, sự cân nhắc của họ rất chậm."
Ngoài sự chậm chạp, việc thiếu sức mạnh cưỡng chế trong Quốc hội Lục địa đã bị James Madison chỉ trích gay gắt khi tranh luận về sự cần thiết của Hiến pháp Liên bang. Nhận xét của ông trong Tệ nạn của hệ thống chính trị tháng 4 năm 1787 đã đặt ra sự khôn ngoan thông thường về di sản lịch sử của tổ chức này trong nhiều thế kỷ tới:
Một hình phạt là cần thiết cho ý tưởng của pháp luật, vì sự ép buộc là của Chính phủ. Hệ thống liên bang là cơ hội của cả hai, muốn các nguyên tắc quan trọng tuyệt vời của một hiến pháp chính trị [ti]. Dưới hình thức của một Hiến pháp như vậy, trên thực tế, không khác gì một Hiệp định Hữu nghị thương mại và liên minh, giữa rất nhiều quốc gia độc lập và có chủ quyền. Vậy nguyên nhân tai hại nào đã dẫn đến thiếu sót trong các Điều khoản Hợp bang? Từ một niềm tin sai lầm rằng công lý, đức tin tốt, danh dự, chính sách hợp lý của một số hội đồng lập pháp sẽ tạo ra bất kỳ sự hấp dẫn nào đối với các động cơ thông thường mà luật pháp bảo đảm sự phục tùng của cá nhân: một sự tự tin tôn vinh Đức tính nhiệt tình của người biên dịch, cũng như sự thiếu kinh nghiệm của cuộc khủng hoảng xin lỗi vì lỗi của họ.— James Madison, Tệ nạn của hệ thống chính trị

Nhiều nhà bình luận cho rằng Quốc hội vận hành bởi các tiểu ban không có người đủ khả năng lãnh đạo, yếu và chậm, Đại hội lục địa là một thất bại, phần lớn là do sau khi kết thúc chiến tranh, các Điều khoản Hợp bang không còn phù hợp với nhu cầu của một quốc gia thời bình, và Quốc hội, theo khuyến nghị của Madison, nên sửa đổi và thay thế. Một số người cũng cho rằng Quốc hội đã bị ức chế bởi sự hình thành các liên minh đảng phái gây tranh cãi dựa trên sự khác biệt trong khu vực. Những người khác cho rằng Quốc hội ít ý thức hệ hơn so với sự kiện. Những người khác lưu ý rằng Quốc hội đã thành công khi người dân Mỹ "chấp nhận Quốc hội là tổ chức chính phủ hợp pháp của họ", nhưng "hồ sơ chính phủ khá nghèo nàn" của Quốc hội đã dẫn đến hội nghị lập hiến năm 1787.
Các nhà khoa học chính trị Calvin Jillson và Rick Wilson trong những năm 1980 đã chấp nhận cách giải thích thông thường về sự yếu kém của Quốc hội do thiếu sức mạnh cưỡng chế. Họ đã khám phá vai trò của lãnh đạo, hay đúng hơn là thiếu nó, trong Đại hội lục địa. Vượt xa hơn cả sự phê phán gay gắt của Madison, họ đã sử dụng "lập trường phân tích về cái được gọi là chủ nghĩa thể chế mới" để chứng minh rằng "các cơ cấu, quy tắc và cấu trúc thể chế của Đại hội lục địa" cũng đáng trách "cho" thất bại cuối cùng của tổ chức" và rằng "cấu trúc thể chế hoạt động chống lại, thay vì xuôi theo các đại biểu trong việc giải quyết các vấn đề quan trọng hàng ngày."
Nhà sử học Richard P. McCormick đưa ra một phán đoán sắc nét hơn. Ông cho rằng "phán quyết cực đoan" của Madison đối với Quốc hội là "thúc đẩy không nghi ngờ gì bởi mong muốn vượt trội của Madison là tạo ra một chính quyền trung ương mới sẽ được trao quyền phủ quyết các hành vi của các cơ quan lập pháp tiểu bang", nhưng nó không thành công " về thực tế là trong khi quyền lực của Quốc hội Hợp bang còn mơ hồ thì đó không phải là một sự vô hiệu ".
Benjamin Irvin trong lịch sử văn hóa xã hội của Đại hội lục địa của mình, đã ca ngợi "những truyền thống được phát minh mà Quốc hội nỗ lực để củng cố phong trào kháng chiến và có ý nghĩa của nền độc lập của Mỹ". Nhưng ông lưu ý rằng sau khi chiến tranh kết thúc, "Thay vì thụ động áp dụng các sáng tạo của Quốc hội, người dân Mỹ đã chấp nhận, từ chối, làm lại, chế giễu hoặc đơn giản là bỏ qua chúng khi họ thấy phù hợp."
Một phân tích văn hóa tổ chức của Đại hội lục địa của Neil Olsen, tìm kiếm các giá trị, chuẩn mực và các giả định cơ bản thúc đẩy các quyết định của một tổ chức, lưu ý rằng "Quốc hội lục địa "thiếu tính lãnh đạo" còn vượt trội hơn không chỉ Quốc hội hiện đại vận hành bởi chính quyền đảng phái mạnh mẽ, mà cả chính phủ hiện đại và các thực thể công ty, vì tất cả sức mạnh cưỡng chế và các kỹ năng được khoe khoang của họ là "lãnh đạo". "Nhìn vào nhiệm vụ của họ như được xác định bởi các nghị quyết và kiến nghị của các bang được đưa vào Tạp chí Quốc hội vào ngày đầu tiên, Các vấn đề chung về cứu trợ Boston, bảo vệ các quyền thuộc địa, cuối cùng khôi phục quan hệ hài hòa với Vương quốc Anh và bãi bỏ thuế, họ đã vượt qua các mục tiêu nhiệm vụ của họ, đánh bại quân đội và hải quân lớn nhất thế giới và tạo ra hai loại cộng hòa mới. Olsen cho rằng Quốc hội, dù chậm, khi bị đánh giá bởi nhiều thành tựu - không chỉ nhận ra sai sót của mình mà sau đó còn thay đổi và tự kết thúc - là một thành công.

## Các mốc thời gian
1774
- 5 tháng 9: Đại hội lục địa đầu tiên tại Hội trường Carpenter, Philadelphia
- 14 tháng 10: Tuyên bố và Nghị quyết của Quốc hội lục địa đầu tiên được thông qua
- 18 tháng 10: Hiệp hội lục địa được thông qua
- 25 tháng 10: Kiến nghị cho nhà vua đầu tiên được ký
- 26 tháng 10: Quốc hội hoãn lại, quyết tâm tái lập tháng 5 năm sau nếu những bất bình không được giải quyết

1775
- 19 tháng 4: Chiến tranh bắt đầu với Trận chiến Lexington và Concord
- 10 tháng 5: Đệ Nhị Quốc hội Lục địa triệu tập tại Tòa nhà bang Philadelphia
- 14 tháng 6: Quốc hội thành lập Lục quân Lục địa
- 15 tháng 6: Quốc hội bổ nhiệm một trong những thành viên của mình, George Washington, làm tư lệnh Quân đội Lục địa
- 1 tháng 7: Vua George III phát biểu trước Quốc hội, tuyên bố họ sẽ "chấm dứt nhanh chóng" cuộc nổi loạn
- 6 tháng 7: Tuyên bố về nguyên nhân và sự cần thiết của việc cầm vũ khí được phê duyệt
- 8 tháng 7: Đơn kiến nghị thứ hai cho nhà vua (Đơn kiến nghị của Olive Branch) được ký và gửi đến London
- 23 tháng 8: Trong Tuyên ngôn nổi loạn của mình (có tên chính thức là "Tuyên ngôn đàn áp sự chống đối và nổi loan"), Vua George III tuyên bố các phần tử của các thuộc địa Mỹ trong "cuộc nổi dậy công khai và ra lệnh cho các quan chức của Đế quốc Anh" sử dụng tối đa nỗ lực để chống lại và ngăn chặn cuộc nổi loạn đó "
- 13 tháng 10: Quốc hội thành lập Hải quân Lục địa
- 10 tháng 11: Quốc hội thành lập Thủy quân lục chiến lục địa

1776
- 10 tháng 1: Thomas Paine xuất bản ''Lẽ Thông Thường''
- 7 tháng 6: Richard Henry Lee của Virginia trình bày nghị quyết ba phần trước Quốc hội, kêu gọi Quốc hội tuyên bố độc lập, hình thành các liên minh nước ngoài và chuẩn bị một kế hoạch của liên minh thuộc địa
- 10 tháng 6: Bầu cử Quốc hội vào ngày 10 tháng 6 để hoãn thảo luận thêm về nghị quyết của Lee trong ba tuần để có thời gian cho các đại biểu trao đổi với các hội đồng nhà nước của họ
- 11 tháng 6: Quốc hội chỉ định một "Hội đồng Năm", Thomas Jefferson của Virginia, John Adams của Massachusetts, Benjamin Franklin của Pennsylvania, Roger Sherman của Connecticut và Robert R. Livingston ở New York, để soạn thảo một tuyên ngôn độc lập.
- 12 tháng 6: Quốc hội chỉ định một Ủy ban Mười ba để soạn thảo hiến pháp cho một liên bang
- 2 tháng 7: Nghị quyết Lee (còn được gọi là "Nghị quyết độc lập"), khẳng định nền độc lập của 13 thuộc địa từ Anh, được thông qua
- 4 tháng 7: Văn bản cuối cùng của Tuyên ngôn Độc lập được thông qua
- 12 tháng 7: John Dickinson trình bày bản hiến pháp của Ủy ban Mười ba cho Quốc hội
- 2 tháng 8: Các đại biểu ký một bản sao chữ to của Tuyên ngôn Độc lập
- 12 tháng 12: Quốc hội hoãn lại để chuyển đến Baltimore, Maryland
- 20 tháng 12: Quốc hội triệu tập tại Baltimore tại Nhà Henry Fite

1777
- 27 tháng 2: Quốc hội hoãn lại để trở về Philadelphia
- 4 tháng 3: Quốc hội tái lập tại Tòa nhà bang Philadelphia
- 14 tháng 6: Nghị quyết về cờ, xác định thiết kế cờ của Hợp chủng quốc Hoa Kỳ được thông qua
- 18 tháng 9: Quốc hội hoãn lại để di chuyển đến Lancaster, Pennsylvania
- 27 tháng 9: Quốc hội triệu tập một ngày tại Lancaster, tại Tòa án
- 30 tháng 9: Quốc hội tái lập tại York, Pennsylvania tại Tòa án
- 15 tháng 11: Văn bản cuối cùng của Các điều khoản Hợp bang được phê duyệt và gửi đến các tiểu bang để phê chuẩn

1778
27 tháng 6: Quốc hội hoãn lại để trở về Philadelphia
Ngày 2 tháng 7: Quốc hội tái lập tại Philadelphia, đầu tiên tại College Hall, sau đó tại Tòa nhà bang
1780
15 tháng 1: Quốc hội thành lập Tòa phúc thẩm trong các vụ bắt giữ
1781
- 1 tháng 3: Đã được tất cả 13 tiểu bang phê chuẩn, các Điều khoản của Liên minh có hiệu lực; Quốc hội lục địa trở thành Quốc hội Hợp bang
- 26 tháng 5: Đề xuất kế hoạch từ Robert Morris thành lập Ngân hàng Bắc Mỹ được Quốc hội phê chuẩn
- 17 tháng 10: Đầu hàng Cornwallis tại Yorktown, Virginia
- 31 tháng 12: Ngân hàng Bắc Mỹ được điều lệ bởi Quốc hội

1783
- 21 tháng 6: Cuộc nổi loạn Pennsylvania năm 1783 buộc Quốc hội phải chạy trốn khỏi Philadelphia.
- 30 tháng 6: Quốc hội tái lập tại Princeton, New Jersey, đầu tiên tại một ngôi nhà có tên "Triển vọng", sau đó là Hội trường Nassau
- 4 tháng 11: Quốc hội hoãn lại để chuyển đến Annapolis, Maryland
- 26 tháng 11: Quốc hội tái lập tại Annapolis, tại Tòa nhà bang
- 23 tháng 12: George Washington từ chức khỏi Quân đội

1784
- 14 tháng 1: Hiệp ước Paris được phê chuẩn
- 7 tháng 5: Thomas Jefferson được bổ nhiệm làm bộ trưởng tại Vương quốc Pháp
- 19 tháng 8: Quốc hội hoãn lại để chuyển đến Trenton, New Jersey
- 1 tháng 11: Quốc hội tái lập tại Trenton, tại Kho vũ khí của Pháp
- 24 tháng 12: Quốc hội hoãn lại để chuyển đến thành phố New York

1785
- 11 tháng 1: Quốc hội tái lập tại Thành phố New York, đầu tiên tại Tòa thị chính, sau đó tại Fraunces Tavern
- 25-28 tháng 3: Hội nghị Maryland - Virginia được tổ chức tại Mount Vernon
- 28 tháng 3: thoả thuận Mount Vernon được ký giữa Maryland và Virginia, bao gồm việc sử dụng sông Potomac

1786
- 29 tháng 8: Cuộc nổi loạn của Shays bắt đầu
- 11-14 tháng 9: Công ước Annapolis được tổ chức; đại biểu phát hành báo cáo kêu gọi một cuộc họp khác vào mùa xuân với các đại biểu từ tất cả các bang

1787
- 21 tháng 2: Quốc hội gọi một hội nghị lập hiến "vì mục đích duy nhất và rõ ràng là sửa đổi các Điều khoản của Liên minh và báo cáo với Quốc hội và một số cơ quan lập pháp như vậy thay đổi và quy định trong đó và khi được Quốc hội đồng ý và xác nhận Hiến pháp Liên bang đối với sự cấp phép của Chính phủ và việc giữ gìn Liên minh "
- 25 tháng 5: Hội nghị lập hiến triệu tập tại Philadelphia; mọi tiểu bang ngoại trừ Rhode Island đều gửi đại biểu
- 13 tháng 7: Quốc hội thông qua Pháp lệnh Tây Bắc
- 17 tháng 9: Công ước Hiến pháp hoãn lại sau khi hoàn thành công việc về Hiến pháp Hoa Kỳ
- 28 tháng 9: Quốc hội bỏ phiếu để chuyển Hiến pháp đề xuất cho 13 quốc gia phê chuẩn

1788
- 2 tháng 7: Chủ tịch Quốc hội Cyrus Griffin thông báo cho Quốc hội rằng New Hampshire đã phê chuẩn Hiến pháp và lưu ý rằng đó là phê chuẩn thứ chín, do đó cho phép thành lập chính phủ mới[32]
- 8 tháng 7: Một ủy ban được thành lập để kiểm tra tất cả các phê chuẩn nhận được và để phát triển một kế hoạch đưa Hiến pháp mới vào hoạt động.[32]
- 13 tháng 9: Quốc hội xác nhận rằng hiến pháp mới đã được phê chuẩn hợp lệ và ấn định ngày họp đầu tiên của chính phủ liên bang mới và cuộc bầu cử tổng thống[33]
- 10 tháng 10: Phiên họp cuối cùng trong đó Quốc hội lục địa đã thành công trong việc đạt được một đại biểu; và thông qua sắc lệnh cuối cùng của nó[34]
- 15 tháng 11: Cyrus Griffin, chủ tịch thứ 10 của Quốc hội theo các Điều khoản Hợp bang, từ chức

1789
- 2 tháng 3: Cuộc họp cuối cùng của Quốc hội lục địa, được tổ chức tại Fraunces Tavern, bị hoãn vô thời hạn; Philip Pell là thành viên duy nhất tham dự
- 4 tháng 3: Phiên họp đầu tiên của Quốc hội Hoa Kỳ lần thứ nhất bắt đầu tại Hội trường Liên bang
- 30 tháng 4: George Washington nhậm chức Tổng thống đầu tiên của Hoa Kỳ
- 23 tháng 7: Charles Thomson gửi cho Tổng thống Washington việc từ chức của ông tại văn phòng Bộ trưởng Quốc hội
- 25 tháng 7: Theo chỉ thị của Tổng thống Washington, "sách, hồ sơ và giấy tờ của Quốc hội tiền nhiệm, Con dấu lớn của Liên bang và Con dấu của Đô đốc" được chuyển cho Roger Alden, phó thư ký mới Quốc hội, người được Tổng thống Washington chỉ định làm người giám hộ trong thời gian này[35]